# Линда, Йозеф
Йозеф Линда (1789 или 1792, Nové Mitrovice — 10 февраля 1834, Прага) — чешский писатель, поэт, драматург, редактор.

## Биография
Учился в гимназии, затем — на философском факультете университета в городе Пльзень. В 1812 году он отправился в Прагу, где до 1816 года закончил философское и получил юридическое образование.
В 1818 году опубликовал обративший на себя внимание роман «Заря над язычеством, или Вацлав и Болеслав» («Záře nad pohanstvem nebo Václav a Boleslav»), рассказывающий о борьбе между христианством и славянскими культами. В книге описывается соперничество князей Вацлава, который исповедует христианство и Болеслава, приверженца язычества.
С 1818 года Йозеф Линда начал работать в редакции «Пражской газеты Шёнфельда», в 1820 стал редактором издания «Патриот откровений» («Vlastenecký Zvěstovatel»).
С 1822 года работал в Кайзеровско-королевской Библиотеке, но в 1825 году оставил должность, полностью посвятив себя газетам.

## Вклад в литературу
Бо́льшая часть литературной деятельности Линды связана с газетами. Он редактировал издания «Rozlič nosti Pražskych novin» (1827-33), «Novine postovske», «Pražske noviny», «Zvěstovatel».
С 1818 года в своих статьях активно поддерживал подлинность якобы обнаруженных Вацлавом Ганкой Краледворской и Зеленогорской рукописей, долгое время считавшихся древнейшими памятниками чешской письменности. Современные исследователи считают его соавтором рукописей. Так, по-видимому, Линда вместе с Ганкой участвовал в подделке песни о суде Либуше.
Является автором нескольких поэм («Георгий» («Jiří z Poděbrad»), «Божье наказание» («Boží trest»), «Повышение» («Vědomí»)), пьесы «Ярослав Штернберк против татар» («Jaroslav Šternberk v boji proti Tatarům») и учебника природоведения с 25 литографическими изображениями животных.
Стиль Линды, согласно словарю Брокгауза и Ефрона, отличается близостью к русскому языку.